# Krzysztof Kłosiński (piłkarz)
Krzysztof Kłosiński (ur. 16 sierpnia 1975 w Lubinie) – polski piłkarz, występujący na pozycji napastnika.

## Życiorys
W swojej karierze był graczem dziewięciu klubów – Górnika Polkowice, Miedzi Legnica, RKS-u Radomsko, Zagłębia Lubin, Groclinu Dyskobolii Grodzisk Wielkopolski, cypryjskiej Nei Salaminy Famagusta, Górnika Łęczna (jako gracz tego klubu w listopadzie 2003 roku doznał zerwania więzadeł stawu kolanowego – kontuzja ta na długo wykluczyła go z gry i miał poważny wpływ na przedwczesne zakończenie przygody z futbolem przez tego zawodnika), fińskiego FC Hämeenlinna oraz Pogoni Świebodzin.
W polskiej ekstraklasie zdobył 18 bramek w 72 spotkaniach. Rozegrał ponadto 10 meczów w Protathlima A’ Kategorias oraz 5 w Veikkausliidze.